# Traugespräch
Unter dem Traugespräch (auch Ehevorbereitungsgespräch) versteht man eine Zusammenkunft im Vorfeld einer kirchlichen Trauung. Oft wird hier auch das obligatorische Ehevorbereitungsprotokoll (katholisch) bzw. die Trauanmeldung (evangelisch) erstellt, sowie der Ablauf des Traugottesdienstes besprochen. Es können durchaus auch mehrere Traugespräche im Vorfeld einer Trauung stattfinden. 

## Katholische Kirche
Im Regelfall wird das Gespräch zwischen dem für die Trauung zuständigen Pfarrer und dem Brautpaar geführt. Das Ehevorbereitungsprotokoll ist in der römisch-katholischen Kirche die amtliche Niederschrift zur Ehevorbereitung und Eheschließung. Meist wird anschließend in einem zweiten Gespräch der Ablauf und der gottesdienstliche Rahmen der Trauung besprochen.

## Evangelische Kirchen
In protestantischen Kirchen ist das Traugespräch zur Anmeldung und Planung des Traugottesdienstes vorgesehen. Im Regelfall sind dabei folgende Unterlagen vorzulegen: Personalausweis, Tauf- und Konfirmationsschein oder Eintrag ins Familienstammbuch, Bestätigung, dass die Trauung beim Standesamt angemeldet ist oder die Vorlage der Heiratsurkunde. Bei der Trauung außerhalb der Heimatgemeinde ist ein Erlaubnisschreiben (Dimissoriale) mitzubringen. 